# Abu-Sufyan Mahbub ibn ar-Rahil al-Abdí
Abu-Sufyan Mahbub ibn ar-Rahil al-Abdí fou un teòleg i historiador ibadita del segle viii. Va viure a Oman i després va anar a Bàssora (d'on la família era originària) i a la mort del cap ibadita local ar-Rabí ibn Habid al-Basrí va exercir la direcció religiosa de la comunitat i va fer d'àrbitre en l'afer de l'escissió de Khàlaf as-Samh al Magreb durant el govern de l'imam rustúmida Abd-al-Wahhab ibn Abd-ar-Rahman ibn Rustam. Va tenir contactes amb el cap ibadita Abd-Al·lah ibn Yahya al-Kindí (conegut com a Tàlib al-Haqq, mort el 747) que va establir el primer estat ibadita a l'Aràbia del sud i va arribar a ocupar la Meca i Medina. Va deixar obres sobre els primers xeics ibadites; la seva obra és esmentada al segle xv sota el títol general de Kitab Abi-Sufyan.